# Leucaspis incisa
Leucaspis incisa är en insektsart som beskrevs av Sadao Takagi 1969. Leucaspis incisa ingår i släktet Leucaspis och familjen pansarsköldlöss.
Artens utbredningsområde är Taiwan. Inga underarter finns listade i Catalogue of Life.